# Elezioni parlamentari in Polonia del 1928
Le elezioni parlamentari in Polonia del 1928 si tennero dal 4 all'11 marzo per eleggere il terzo parlamento della Seconda Repubblica.

## Risultati

### Sejm
| Liste                                                       | Voti       | %     | Seggi |
| ----------------------------------------------------------- | ---------- | ----- | ----- |
| Blocco Apartitico per la Cooperazione con il Governo (BBWR) | 2 399 438  | 20,28 | 125   |
| Blocco delle Minoranze Nazionali (BMN)                      | 1 975 501  | 16,70 | 61    |
| Partito Socialista Polacco (PPS)                            | 1 482 097  | 12,53 | 64    |
| Partito Popolare Polacco Piast (PSL-P)                      | 1 075 974  | 9,09  | 30    |
| Unione Popolare Nazionale (ZLN)                             | 925 570    | 7,82  | 38    |
| Partito Popolare Polacco "Wyzwolenie" (PSL-W)               | 852 810    | 7,21  | 41    |
| Centro Polacco (PC)                                         | 770 564    | 6,51  | 34    |
| Partito Contadino (SCh)                                     | 618 414    | 5,23  | 25    |
| Partito Nazionale Operaio (NPR)                             | 375 066    | 3,17  | 11    |
| Partito Comunista di Polonia (KPP)                          | 266 470    | 2,25  | 7     |
| Unione Agraria (ZC)                                         | 135 277    | 1,14  | 3     |
| Liste indipendenti (I)                                      | 604 755    | 5,11  | 8     |
| Totale                                                      | 11 831 875 | 100   | 444   |
| Elettori                                                    | 14 979 853 |       |       |

### Senato
| Liste                                                       | Voti       | %     | Seggi |
| ----------------------------------------------------------- | ---------- | ----- | ----- |
| Blocco Apartitico per la Cooperazione con il Governo (BBWR) | 1 844 393  | 28,31 | 48    |
| Blocco delle Minoranze Nazionali (BMN)                      | 1 283 890  | 19,71 | 22    |
| Partito Socialista Polacco (PPS)                            | 715 556    | 10,98 | 10    |
| Unione Popolare Nazionale (ZLN)                             | 590 142    | 9,06  | 9     |
| Centro Polacco (PC)                                         | 426 060    | 6,54  | 6     |
| Partito Popolare Polacco Wyzwolenie (PSL-W)                 | 391 918    | 6,02  | 7     |
| Partito Nazionale Operaio (NPR)                             | 361 245    | 5,54  | 3     |
| Partito Contadino (SCh)                                     | 276 489    | 4,24  | 3     |
| Partito Popolare Polacco Piast (PSL-P)                      | 79 973     | 1,23  | 2     |
| Partito Comunista di Polonia (KPP)                          | 48 352     | 0,74  | –     |
| Unione Agraria (ZC)                                         | 36 118     | 0,55  | –     |
| Liste indipendenti (I)                                      | 200 602    | 3,08  | 1     |
| Totale                                                      | 6 515 504  | 100   | 111   |
| Elettori                                                    | 10 182 345 |       |       |